# Glutationa peroxidase

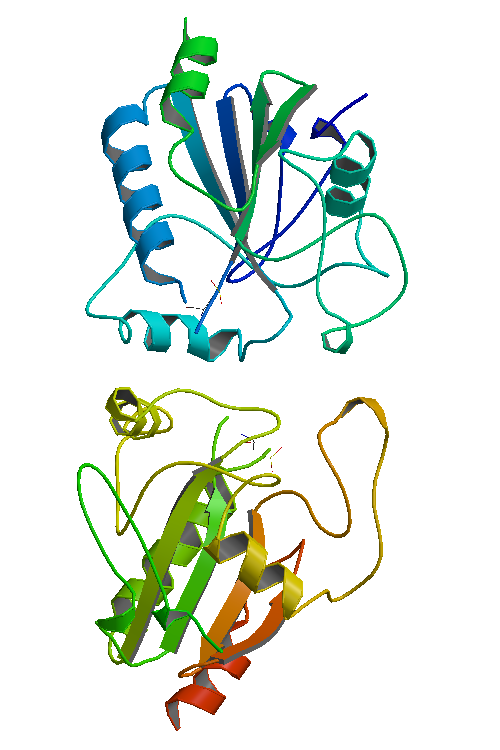
Estrutura cristalográfica de uma glutationa peroxidase de origem bovina.

A Glutationa peroxidase é uma enzima responsável pela detoxificação de peróxidos orgânicos e inorgânicos, fazendo parte do sistema de defesa antioxidante enzimático celular. Sua atividade depende da glutationa reduzida (GSH), que é oxidada em glutationa oxidada (GSSG). Os níveis de GSH celular são mantidos a partir de uma enzima chamada glutationa redutase, que reduz a GSSG em GSH através da oxidação do NADPH proveniente do ciclo das pentoses.  em e portanto dar continuidade à ação da glutationa peroxidase. O magnésio também participa da regeneração da glutationa reduzida pois é um cofator de enzimas do ciclo das pentoses (NADPH).
REACÃO: 2GSH + H2O2 →3GSSG + 2H2O
2GSH + ROOH →GSSG + ROH + H2O
COFATOR : Glutationa reduzida
LOCALIZAÇÃO: citossol e mitocôndria
RAZÃO [GSH] / [GSSG] : 1O / 1